# لوئیس اوتانیو
لوئیس اوتانیو (اسپانیایی: Luis Otaño‎؛ زادهٔ ۲۶ ژانویهٔ ۱۹۳۴) دوچرخه‌سوار اهل اسپانیا است. وی در مسابقات تور دو فرانس شرکت کرده است.